# كورتني لي
كورتني لي (بالإنجليزية: Courtney Lee)‏ مواليد 3 أكتوبر 1985، هو لاعب كرة سلة أمريكي يلعب مع فريق ميمفيس غريزليس في الرابطة الوطنية لكرة السلة ويحمل الرقم 5. يبلغ طوله 6 قدم 5 بوصة (2.0 م).

## فرق لعب لها
- أورلاندو ماجيك
- بروكلين نتس
- هيوستن روكتس
- بوسطن سيلتكس
- ميمفيس غريزليس

## روابط خارجية
- كورتني لي على موقع إن بي أي (الإنجليزية)
- كورتني لي على موقع سبورتس رفرنس (الإنجليزية)
- كورتني لي على موقع كرة السلة الأوروبية.كوم (الإنجليزية)
- كورتني لي على موقع إي إس بي إن.كوم (الإنجليزية)
- كورتني لي على موقع كلية كرة السلة في سبورتس رفرنس.كوم (الإنجليزية)
- كورتني لي على موقع ريلجم (الإنجليزية)
- كورتني لي على موقع بروبوليرز (الإنجليزية)
- كورتني لي على موقع سبورتس رفرنس (الإنجليزية)